# 卢瓦尔河畔普伊
卢瓦尔河畔普伊（法語：Pouilly-sur-Loire，法語發音：[puji syʁ lwaʁ]）是法国涅夫勒省的一个市镇，属于卢瓦尔河畔科讷库尔区。

## 地理
卢瓦尔河畔普伊（47°16'58"N, 2°57'28"E）面积20.28 平方千米，位于法国勃艮第-弗朗什-孔泰大區涅夫勒省，该省份为法国中部省份，北至约讷省，西北接卢瓦雷省，西接谢尔省，南至阿列省，东南接索恩-卢瓦尔省，东临科多尔省。
与卢瓦尔河畔普伊接壤的市镇（或旧市镇、城区）包括：库阿尔格、埃里、比尔西、加尔希、卢瓦尔河畔梅沃、圣昂德兰、卢瓦尔河畔特拉西。

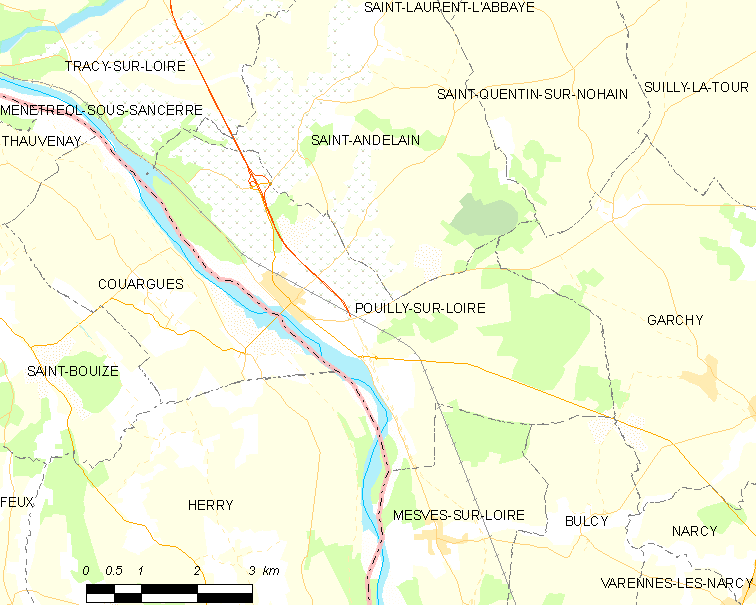
卢瓦尔河畔普伊的OSM定位图

卢瓦尔河畔普伊的时区为UTC+01:00、UTC+02:00（夏令时）。

## 行政
卢瓦尔河畔普伊的邮政编码为58150，INSEE市镇编码为58215。

## 政治
卢瓦尔河畔普伊所属的省级选区为卢瓦尔河畔普伊县。

## 人口

1962-2008年间卢瓦尔河畔普伊人口变化图示

卢瓦尔河畔普伊于2022年1月1日时的人口数量为1623人。